# Heaven (D-moll sang)
"Heaven" er en sang, der er udført af det montenegrinske band D-Moll. Den blev valgt til at repræsentere Montenegro i Eurovision Song Contest 2019 den 9. februar 2019.